# Schönengrund
Schönengrund est une commune suisse du canton d'Appenzell Rhodes-Extérieures.

## Géographie

Vue aérienne de 100 m par Walter Mittelholzer (1920)

La commune de Schönengrund s'étend sur 5,21 km2.

## Démographie
Schönengrund compte 556 habitants au 31 décembre 2023 pour une densité de population de 107 hab/km2. Sur la période 2010-2019, sa population a augmenté de 6,5 % (canton : 4,6 % ; Suisse : 9,4 %).  

## Personnalités liées

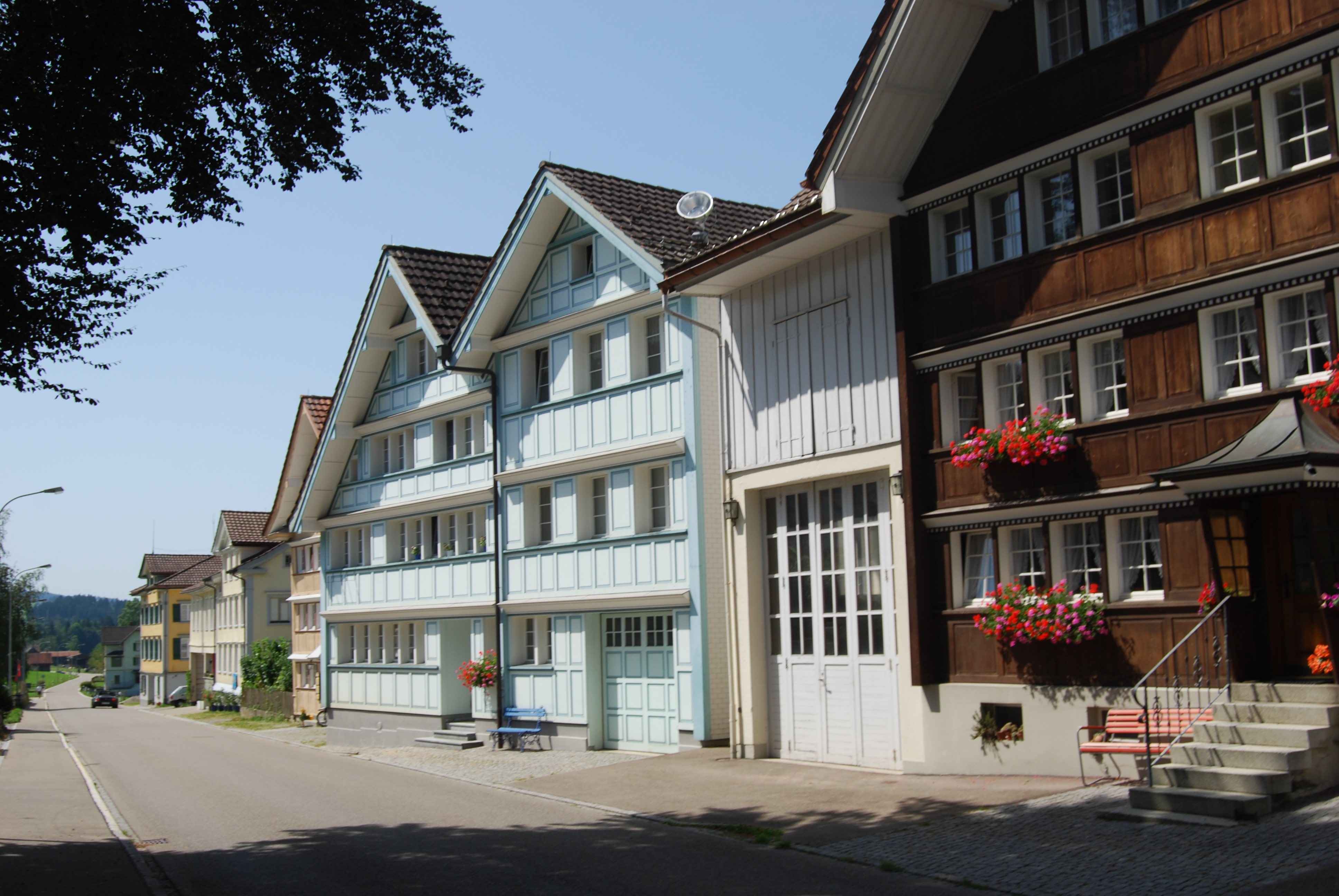
Schönengrund

- Albert Nufer (né en 1942), homme politique suisse